# درة شور (شليل)
درة شور (بالفارسية: دره‌شور) هي منطقة سكنية تقع في إيران في قسم شلیل الريفي. يقدر عدد سكانها بـ 8 نسمة .